# Килгласс
Килгласс (англ. Kilglass; ирл. Cill Ghlas) — деревня в Ирландии, находится в графстве Слайго (провинция Коннахт).
Население — 1245 человек (по переписи 2002 года).